# Mussaenda membranacea
Mussaenda membranacea är en måreväxtart som beskrevs av George King. Mussaenda membranacea ingår i släktet Mussaenda och familjen måreväxter. Inga underarter finns listade i Catalogue of Life.